# Arnaldo Mesa
Arnaldo Mesa Bonell (* 6. Dezember 1967 in Cayo Mambí; † 17. Dezember 2012 in Holguín) war ein kubanischer Boxer.

## Ausbildung
Arnaldo Mesa begann als Jugendlicher mit dem Boxen. Er durchlief in Kuba die dort übliche staatliche Förderung und gehörte bereits mit 17 Jahren zu den besten kubanischen Boxern im Bantam- bzw. Federgewicht (damals bis 54 kg bzw. 57 kg Körpergewicht). Seinen ersten größeren Erfolg feierte er bereits 1984 bei einem Turnier in Russe, wo er im Finale des Federgewichts gegen Demir Iwanow aus Bulgarien gewann und Turniersieger wurde.

## Internationale Karriere
Im internationalen Boxgeschehen trat er dann erst wieder 1986 ins Rampenlicht. Er gewann im April in Karlsruhe den sog. Intercup im Bantamgewicht mit einem Sieg über den Jugoslawen Redžep Redžepovski. Im Mai 1986 wurde er bei der Weltmeisterschaft in Reno im Bantamgewicht eingesetzt. Arnaldo Mesa gewann dort über José Rodríguez aus Puerto Rico durch Abbruch in der 1. Runde, Marcelică Tudoriu aus Rumänien und John Lovey aus Irland nach Punkten und unterlag im Halbfinale dem Südkoreaner Moon Sung-kil umstritten mit 2:3 Punktrichterstimmen. Er gewann damit eine WM-Bronzemedaille.
Im September 1986 gewann er beim Simón-Bolivar-Turnier in Caracas im Federgewicht durch einen klaren Punktsieg über seinen Landsmann Enrique Carrión. Den gleichen Boxer schlug er auch bei der kubanischen Meisterschaft 1987 (Playa Girón) im Bantamgewicht und wurde damit zum ersten Mal kubanischer Meister. Im Juni 1987 besiegte er beim Turnier Giraldo Cordova in Santa Clara, Kuba, seinen Landsmann Jesús Sollet und wurde Turniersieger im Federgewicht.
Bei den Panamerikanischen Spielen 1987 in Indianapolis siegte Arnaldo Mesa im Federgewicht im Achtelfinale gegen Omar Catari aus Venezuela nach Punkten und unterlag dann bereits im Viertelfinale dem US-Amerikaner Kelcie Banks, den er in der ersten Runde sogar am Boden hatte, umstritten mit 2:3 Richterstimmen. Er gewann damit bei dieser Meisterschaft keine Medaille. Im Oktober 1987 gewann Arnaldo Mesa den World-Cup in Belgrad im Federgewicht mit Siegen über Darren Hiles, Australien, Michail Kazarjan aus der UdSSR und Dragan Konovalov aus Jugoslawien. Im Dezember 1987 gelang ihm dann in Santa Clara, Kuba, beim Länderkampf Kuba gegen die USA die Revanche gegen Kelcie Banks, den er dieses Mal klar mit 5:0 Punktrichterstimmen besiegte.
Im Januar 1988 gewann Arnaldo Mesa in Sancti Spíritus, Kuba, mit einem Punktsieg über Jesús Sollet zum zweiten Mal die kubanische Meisterschaft im Federgewicht. Anschließend siegte er beim Turnier in Ústí nad Labem im Federgewicht. Er schlug dort Grzegorz Jablonski aus Polen und H. Ha Tae aus Nordkorea jeweils nach Punkten. Im Juli 1988 siegte er auch im Finale des TSC-Turnieres in Ost-Berlin im Federgewicht. Er bezwang dort im Finale Diego Drumm nach Punkten. An den Olympischen Spielen des Jahres 1988 konnte Arnaldo Mesa nicht teilnehmen, weil Kuba auf Geheiß von Fidel Castro überraschenderweise die Olympischen Spiele in Seoul boykottierte. Es mag für ihn ein schwacher Ersatz gewesen sein, dass er dafür im Oktober 1988 in Guatemala-Stadt die Zentralamerikanische und Karibische Meisterschaft im Federgewicht mit einem Abbruchsieg in der 2. Runde über Alberto Ramírez aus der Dominikanischen Republik gewann.
Im Januar 1989 wurde Arnaldo Mesa in Guantánamo durch einen Punktsieg über Arsenio Vidal wieder kubanischer Meister im Federgewicht und beim AIBA-World-Challenge-Turnier in Casablanca besiegte er im Federgewicht den sowjetischen Sportler Timofei Skrjabin nach Punkten. Im Juni 1989 musste Arnaldo Mesa nach langer Zeit wieder eine Niederlage bei einem internationalen Turnier hinnehmen. Im Finale der SKDA-Meisterschaft (Meisterschaft der Armeen der Warschauer-Pakt-Staaten) in Sliwen unterlag er gegen Kirkor Kirkorow aus Bulgarien mit 2:3 Richterstimmen. Im September 1989 fand in Moskau die Weltmeisterschaft der Amateurboxer statt. Arnaldo Mesa siegte dort gegen Yutaka Hayashida aus Japan durch Abbruch in der 1. Runde, schlug dann Jörg Heidenreich aus der DDR nach Punkten und gewann im Viertelfinale gegen Djamel Lifa aus Frankreich durch Abbruch in der 3. Runde. Im Halbfinale unterlag er dem sowjetischen Sportler Airat Chamatow mit 12:14 Punkten und errang damit wieder die WM-Bronzemedaille.
1990 siegte Arnaldo Mesa bei der kubanischen Meisterschaft in Cienfuegos im Federgewicht gegen Eddy Suárez nach Punkten und gewann damit seinen vierten Meistertitel. Er gewann im Juni 1990 auch beim World-Cup in Havanna. Im Federgewicht siegte er dort klar mit 31:9 Punkten über Kirkor Kirkorov, mit 14:4 Punkten über Marko Rudolph aus Deutschland und mit 14:8 Punkten über seinen Landsmann Eddy Suárez.
Das Jahr 1991 begann Arnaldo Mesa mit einem Sieg beim AIBA-World-Challenge-Match in Bangkok, Thailand. Er gewann dort gegen Raiman Boonthom aus Thailand knapp mit 34:30 Punkten. Im August 1991 siegte er auch bei den Panamerikanischen Spielen in Havanna im Federgewicht. Die Gegner, die er jeweils nach Punkten besiegte, waren José Martínez aus Puerto Rico, Michael Strange aus Kanada, Rogelio De Brito aus Brasilien und Kenneth Friday aus den USA. Im November 1991 fand in Sydney die Weltmeisterschaft statt. Es war die dritte, an der Arnaldo Mesa teilnahm. Er trat wieder im Federgewicht an und schlug Andrei Tschebotarjew aus der UdSSR nach Punkten, Reijo Vuorinen aus Finnland durch Abbruch in der 3. Runde und Andreas Tews aus Deutschland knapp mit 17:13 Punkten. Im Halbfinale unterlag er dem Südkoreaner Park Duk-kyu äußerst knapp mit 15:16 Punkten. Ausschlaggebend für diese Niederlage war eine Verwarnung, die Arnaldo Mesa in der 3. Runde wegen Nachschlagens erhalten hatte.
Im Jahre 1992 gewann Arnaldo Mesa im Januar in Pinar del Río erneut die kubanische Meisterschaft im Federgewicht mit einem Punktsieg über Joel Casamayor. Er siegte dann auch beim AIBA World Challenge Match in Tampa über Ivan Robinson aus den USA. Anschließend verletzte er sich so schwer, dass er bis 1995 nicht mehr boxen konnte. Er verpasste damit auch die Chance, bei den Olympischen Spielen in Barcelona an den Start gehen zu können.

## Comeback
1995 feierte er ein großes Comeback. Er gewann im Januar in Granma bei der kubanischen Meisterschaft im Halbfinale im Federgewicht gegen Mario Kindelán, unterlag aber im Finale gegen Enrique Fonseca. Im März 1995 ging er bei den Panamerikanischen Spielen in Mar del Plata in Argentinien in den Ring. Er gewann dort im Federgewicht mit Siegen über José Valbuena, Venezuela, Christian Rodríguez, Argentinien, und Alexander Trujillo, Puerto Rico. Bei der in Berlin stattfindenden Weltmeisterschaft 1995 siegte er über Baqtijar Tilegenow aus Kasachstan und Claude Chinon aus Frankreich nach Punkten und unterlag im Viertelfinale gegen Serafim Todorow aus Bulgarien mit 5:7 Punkten.
In das Jahr 1996 ging Arnaldo Mesa mit einem 2. Platz beim Standjia-Turnier in Sofia. Nach Siegen über Artur Grigoryan, Usbekistan, Serdar Yağlı aus der Türkei und Toni Naskovski aus Mazedonien unterlag er im Finale erneut gegen Serafim Todorow, wobei seine Punktniederlage mit 2:10 Wertungspunkten ziemlich deutlich war. Auch die beiden nächsten Turniere, die er zur Vorbereitung auf die Olympischen Spiele in Atlanta bestritt, gewann Arnaldo Mesa nicht. Beim Grand-Prix-Turnier in Ústí nad Labem unterlag er im Finale dem Polen Maciej Zegan nach Punkten und auch im Finale des Chemie-Pokals in Halle (Saale) verlor er das Finale. Falk Huste aus Deutschland besiegte ihn klar mit 7:1 Punkten. Im letzten Vorbereitungsturnier vor Atlanta siegte er dann in Pinar del Río, Kuba im Federgewicht mit Siegen über Julio Chacón, Argentinien, Rogelio De Brito und Metgihoud Noureddine, Algerien.
Bei den Olympischen Spielen in Atlanta erschien Arnaldo Mesa überraschenderweise im Bantamgewicht (damals bis 54 kg Körpergewicht). Obwohl er viel abtrainiert hatte, war er in sehr guter Form. Er siegte in Atlanta gegen John Larbi aus Schweden mit 19:5 Punkten, bezwang dann Zahir Raheem aus den USA nach 45 Sekunden Kampfzeit durch Abbruch und besiegte im Viertelfinale Rachid Bouatia aus Frankreich mit 15:8 Punkten. Im Halbfinale bezwang er Weltmeister Raimkul Malachbekow aus Russland bei einem Punktestand von 14:14 nur mit Hilfe der sog. Hilfspunkte. Im Kampf um die olympische Goldmedaille stand er dem Ungarn István Kovács gegenüber. Kovács gelang es, den ständig angreifenden Mesa auszukontern und den Kampf mit 14:7 Punkten zu gewinnen. Für Mesa blieb so nur die Silbermedaille.
1997 musste sich Mesa bei der kubanischen Meisterschaft in Holguín im Leichtgewicht (damals bis 60 kg Körpergewicht) Lorenzo Aragón geschlagen geben. Beim Grand-Rix-Turnier in Ústí nad Labem unterlag er im Halbfinale gegen Arak Sachbazjan aus Tschechien nach Punkten und auch beim Chemie-Pokal in Halle (Saale) unterlag er im Halbfinale gegen Heiko Hinz aus Deutschland nach Punkten.
Nach diesen Niederlagen beendete er seine Laufbahn als Boxer. Er bestritt insgesamt 271 Kämpfe, von denen er nur 26 verlor.

## Karriere nach der aktiven Laufbahn
Im Anschluss an seine aktive Karriere ließ er sich zum Sportlehrer ausbilden. Als solcher diente er seinem Land unter anderem im Auslandseinsatz in Venezuela (Der kubanische Staat generiert durch die Entsendung qualifizierten Personals, insbesondere im Gesundheits- und Sportwesen, einen wichtigen Anteil seiner knappen Deviseneinnahmen). Bis kurz vor seinem Tod gab er in Holguín Schülern Boxunterricht.
Mesa starb im Dezember 2012 in der Hauptstadt seiner Heimatprovinz Holguín im Alter von 45 Jahren an einer Hirnblutung.

## Länderkämpfe von Arnaldo Mesa
- 1986 in Buenos Aires, Argentinien gegen Kuba, Fe, Punktsieger über José Cuellar,
- 1986 in Sacramento, Fe, Kalifornien, USA gegen Kuba, Punktsieger über Derek Little,
- 1987 in Santa Clara/Kuba, Fe, Kuba gegen USA, Punktsieger über Kelcie Banks,
- 1988 in Atlantic City, New Jersey, Fe, USA gegen Kuba, Punktsieger über Carl Daniels,
- 1995 in Ledyard, Connecticut, Fe, USA gegen Kuba, Punktsieger über Jesús Vega

## Internationalen Meisterschaften mit Arnaldo Mesa
(OS = Olympische Spiele, WM = Weltmeisterschaft, PanAm =Pan Amerikanische Meisterschaft, Ba = Bantamgewicht, Fe = Federgewicht, Le = Leichtgewicht, damals bis 54 kg, 57 kg u. 60 kg Körpergewicht)
- 1986, WM in Reno/USA, Ba: 1. Moon Sung-kil, Südkorea, 2. René Breitbarth, DDR, 3. Arnaldo Mesa u. Juri Alexandrow, UdSSR;
- 1989, WM in Moskau, Fe: 1. Airat Chamatow, UdSSR, 2. Kirkor Kirkorow, Bulgarien, 3. Arnaldo Mesa u. James Nicholson, USA;
- 1991, PanAm in Havanna, Fe: 1. Arnaldo Mesa, 2. Kenneth Friday, USA, 3. Arnulfo Castillo, Mexiko;
- 1991, WM in Sydney, Fe: 1. Kirkor Kirkorow, 2. Park Duk-kyu, Südkorea, 3. Arnaldo Mesa u. Hussein Soltani, Algerien;
- 1995, PamAm in Mar del Plata, Fe: 1. Arnaldo Mesa, 2. Alexander Trujillo, Puerto Rico, 3. Cristian Rodríguez, Argentinien;
- 1996, OS in Atlanta, Ba: 1. István Kovács, Ungarn, 2. Arnaldo Mesa, 3. Vichai Rachanon, Thailand u. Raimkul Malachbekow, Russland